# 店子镇 (平度市)
店子镇，是中国山东省青岛市平度市下辖的一个镇，是青岛市规划的人口规模5~10万的23个重点镇之一。

## 行政区划
店子镇下辖昌盛社区、曹东村、曹西村、曹家西庄村、侯家村、陈家疃村、南宋家庄村、七丈村、苏村、旺村、萝卜刘家村、朱流姜家村、朱流丁家村、荆许家村、马家村、史家村、西位家村、西于庄村、琥珀杨家村、老山村、李家寨村、黄戈庄村、上洄村、下洄村、塔山陈家村、大青杨村、小青杨村、南盛家村、北盛家村、高古庄村、姜家庄村、棘子嶂村、二甲村、东南隋村、西南隋村、董家庄村、盘古庄村、北赵家村、南国家埠村、北国家埠村、东羞鱼村、西羞鱼村、董家庙村、崔家村、薛家村、官道蒋家村、官道杜家村、官道姜家村、昌里村、耿家村、前王家村、后王家村、刘家村、河东村、皂河村、淄阳张家村、南岔河村、北岔河村、芳园村、英里村、西孙家村、西陈家村、南城戈庄村、东前庄村、西前庄村、艾家屯村、西巡寨村、石桥沟东村、石桥沟西村、小石桥村、耿家庄村、西崔家村、雹泉庙村、西大张家村、漫水桥村、黄家村、姜汉庄村、李家坡子村、果园村、高家寨村、东曹家村、西曹家村、大王家村、孙家辛庄村、小王家村、南马湾崖村、北马湾崖村、茅草屯村、东棉柳村、西棉柳村、店子村、石家疃村、大前疃村、小前疃村、店子任家村、前寨村。
店子镇现辖：
昌盛社区、曹东村、曹西村、曹家西庄村、侯家村、陈家疃村、南宋家庄村、七丈村、苏村、旺村、萝卜刘家村、朱流姜家村、朱流丁家村、荆许家村、马家村、史家村、西位家村、西于庄村、琥珀杨家村、老山村、李家寨村、黄戈庄村、上洄村、下洄村、塔山陈家村、大青杨村、小青杨村、南盛家村、北盛家村、高古庄村、姜家庄村、棘子嶂村、二甲村、东南隋村、西南隋村、董家庄村、盘古庄村、北赵家村、南国家埠村、北国家埠村、东羞鱼村、西羞鱼村、董家庙村、崔家村、薛家村、官道蒋家村、官道杜家村、官道姜家村、昌里村、耿家村、前王家村、后王家村、刘家村、河东村、皂河村、淄阳张家村、南岔河村、北岔河村、芳园村、英里村、西孙家村、西陈家村、南城戈庄村、东前庄村、西前庄村、艾家屯村、西巡寨村、石桥沟东村、石桥沟西村、小石桥村、耿家庄村、西崔家村、雹泉庙村、西大张家村、漫水桥村、黄家村、姜汉庄村、李家坡子村、果园村、高家寨村、东曹家村、西曹家村、大王家村、孙家辛庄村、小王家村、南马湾崖村、北马湾崖村、茅草屯村、东棉柳村、西棉柳村、店子村、石家疃村、大前疃村、小前疃村、店子任家村和前寨村。